# زقية اللسان
زقية اللسان وتُعرف باسم بزاقات البحر المصاصة (الاسم العلمي: Sacoglossa)، فرع حيوي من الرخويات البحرية الصغيرة والقواقع البحرية، والبزاقات البحرية الصغيرة التي تنتمي إلى فرع الحيوي متباينات الخيشوم. وتعيش زقية اللسان عن طريق تناول المحتويات الخلوية للطحالب، من هُنا أتت صفة «امتصاص العصارة».